# Alexei Michailowitsch Tscherkasski

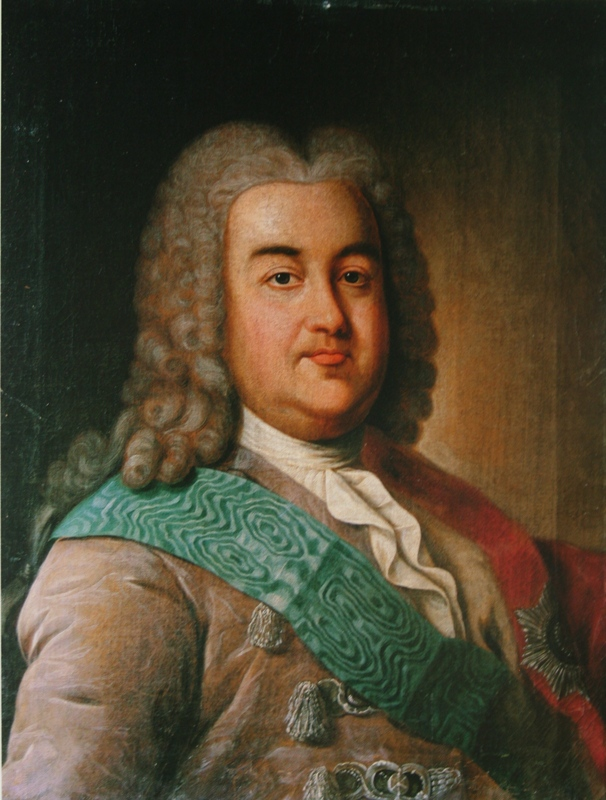
Alexei Michailowitsch Tscherkasski

Fürst Alexei Michailowitsch Tscherkasski (Russisch Алексей Михайлович Черкасский, * 28. September 1680; † 4. November 1742) war russischer Reichskanzler unter Zarin Elisabeth.

## Leben
Tscherkasski war Mitglied des russischen Hochadels und wurde 1680 als Nachkomme von Fürst Michael Tscherkasski geboren, der einem tscherkessischen Fürstengeschlecht entstammte.
Ab 1702 diente Alexei Tscherkasski zehn Jahre lang seinem Vater Fürst Michael Tscherkasski, der die russische Stadt Tobolsk verwaltete. 1714 wurde Alexei Tscherkasski in St. Petersburg zum Mitglied des Ausschusses für Stadtplanung.
1719 wurde Tscherkasski von Peter I. zum Gouverneur von Sibirien berufen und 1726 Mitglied des regierenden Senats. Zum Zeitpunkt der Wahl Anna Iwanownas zur Kaiserin war Tscherkasski der reichste Großgrundbesitzer Russlands und hatte durch die Führung der Bojaren, die sich gegen den obersten von Katharina I. gegründeten Staatsrat auflehnten, einen erheblichen Einfluss auf die Stärkung der Alleinherrschaft von Anna Iwanowna gehabt.
Für seine königlichen Verdienste wurde Tscherkasski zum Minister und 1740 schließlich zum russischen Reichskanzler ernannt. In seiner Zeit als Minister schloss Tscherkasski 1734 ein Handelsabkommen mit Großbritannien ab. Als Reichskanzler unterzeichnete er am 16. Dezember 1740 ein Friedensabkommen mit Preußen und am 3. April 1741 ein Verteidigungsbündnis mit Großbritannien.
Mit seiner zweiten Ehefrau Fürstin Maria Trubezkaja bekam Tscherkasski 1714 eine Tochter, Warwara.